# Stensgyl
Stensgyl är en sjö i Örkelljunga kommun i Skåne och ingår i Helge ås huvudavrinningsområde. Stensgyl ligger i Stensmyr Natura 2000-område.